# It Won’t Be Long
It Won’t Be Long (englisch für: Es wird nicht lange dauern) ist ein Lied der britischen Band The Beatles aus dem Jahr 1963, das als erster Titel auf dem Album With the Beatles erschien.

## Hintergrund
John Lennon äußerte sich über das Stück: „Das war mein Versuch, eine weitere Single zu schreiben. Hat nie ganz dazu gereicht.“

## Komposition
Obwohl wie üblich auf dem Plattenlabel als Autoren Lennon/McCartney angegeben wurden, ist das Lied eine Komposition von John Lennon. Dieser sagte: „It Won’t Be Long ist von mir.“ Paul McCartney ergänzte: „John sang ihn vorwiegend, also denke ich, dass die Idee ursprünglich von ihm stammte, aber wir beide setzten uns hin und schrieben es zusammen.“
Das Lied steht im 4⁄4-Takt, ist in E-Dur notiert und hat eine Länge von 2:12 Minuten. Das Tempo wird mit „Moderato“ angegeben, das Genre mit „Rock“.
„It Won’t Be Long ist mehr als nur ein Rock ’n’ Roll-Tanzstück. […] Die Akkorde machen Sprünge, die in der Musiktheorie nicht vorgesehen sind, aber da sie die Musiktheorie nie studiert hatten, konnte den Beatles niemand die Freiheit verübeln, sie zu vernachlässigen und stattdessen auszuprobieren, was in ihren Ohren gut klang.“

## Text
Im Text klagt eine einsame Person, dass sie von jemand anderem verlassen worden ist, der aber zurückkommt, sodass es nicht mehr lange dauere, bis sie wieder zusammengehören. Diese Formulierung basiert in der Originalsprache auf dem Prinzip der Homophonie: “It won’t be long till I belong to you” („Es wird nicht lange dauern, bis ich [wieder] zu dir gehöre“). Diese Wortspiel hatten die Beatles bereits bei Please Please Me verwendet, da das erste “please” „bitte“ bedeutet, das zweite aber „einen Gefallen tun“. Eine weitere Anlehnung an einen früheren Song betrifft She Loves You: Dort hatten die Beatles das Wort “yeah” populär gemacht, was sie in It Won’t Be Long insgesamt 55 Mal sangen.

## Besetzung
Besetzungsliste:
- John Lennon: Lead-Gesang, Rhythmus-Gitarre (1958 Rickenbacker 325 Capri)
- Paul McCartney: Gesang, Bass (1961 Höfner 500/1)
- George Harrison: Gesang, Lead-Gitarre (1962 Gretsch 6122 Chet Atkins Country Gentleman)
- Ringo Starr: Schlagzeug (Ludwig Oyster Black Pearl Downbeat)

## Aufnahme
Die Aufnahme erfolgte am Dienstag, dem 30. Juli 1963, im Studio 2 der Abbey Road Studios. Am Vor- und Nachmittag wurden insgesamt 23 Takes aufgenommen. Produzent war George Martin, Toningenieur Norman Smith.

## Veröffentlichungen
In Deutschland wurde das Album With the Beatles nach Angaben mehrerer Quellen am 12. November 1963 veröffentlicht (Odeon O 83 568 und STO 83 568), in Großbritannien am 22. November (Parlophone PMC 1206 und PCS 3045). In Deutschland erschien It Won’t Be Long als Single mit der B-Seite Money (That’s What I Want) am 11. Dezember 1963 (Odeon O 22 638), in der DDR mit der B-Seite Devil in Her Heart (Amiga 450 493) im April 1965 oder Juni 1965. Außerdem wurde der Titel auf der EP The Beatles’ Sound (Odeon O 41 627) im Februar 1964 in Deutschland herausgebracht.

## Kritiken
„In It Won’t Be Long, das auf drei Akkorden basiert, zeigt sich ‚reinster Lennon‘ in jedem Takt […]“

„[…] das musikalisch komplizierte ‚It Won’t Be Long‘ […]“

“Had the song been released as a single, it very likely would have been a huge hit.”

„Wäre der Song als Single veröffentlicht worden, wäre er sehr wahrscheinlich ein großer Hit geworden.“

## Coverversionen
Im Jahr 1965 nahmen Les Lionceaux eine französischsprachige Version (Le temps est long) auf. In dem Film Across the Universe (2007) wird der Song von der Schauspielerin Evan Rachel Wood gesungen.